# Yoann Kowal
Yoann Kowal (Francia, 28 de mayo de 1987) es un atleta francés, especialista en la prueba de 3000 m obstáculos en la que llegó a ser medallista de bronce europeo en 2016.

## Carrera deportiva
En el Campeonato Europeo de Atletismo de 2016 ganó la medalla de bronce en los 3000 m obstáculos, con un tiempo de 8:30.79 segundos, llegando a meta tras su compatriota francés Mahiedine Mekhissi-Benabbad y el turco Aras Kaya (plata).